# Municipio de Crosby (Ohio)
El municipio de Crosby (en inglés: Crosby Township) es un municipio ubicado en el condado de Hamilton en el estado estadounidense de Ohio. En el año 2010 tenía una población de 2767 habitantes y una densidad poblacional de 52,93 personas por km².

## Geografía
El municipio de Crosby se encuentra ubicado en las coordenadas 39°16′50″N 84°43′13″O / 39.28056, -84.72028. Según la Oficina del Censo de los Estados Unidos, el municipio tiene una superficie total de 52.28 km², de la cual 51,22 km² corresponden a tierra firme y (2,03 %) 1,06 km² es agua.

## Demografía
Según el censo de 2010, había 2767 personas residiendo en el municipio de Crosby. La densidad de población era de 52,93 hab./km². De los 2767 habitantes, el municipio de Crosby estaba compuesto por el 97,8 % blancos, el 0,33 % eran afroamericanos, el 0,14 % eran amerindios, el 0,18 % eran asiáticos, el 0,36 % eran de otras razas y el 1,19 % eran de una mezcla de razas. Del total de la población el 0,9 % eran hispanos o latinos de cualquier raza.